# Свотица

Свотица — река в Калужской области России, протекает по территории Барятинского и Мосальского районов. Устье реки находится в 17 км по правому берегу реки Перекши. Длина реки составляет 34 км, площадь водосборного бассейна — 175 км².

## Данные водного реестра
По данным государственного водного реестра России относится к Окскому бассейновому округу, водохозяйственный участок реки — Угра от истока и до устья, речной подбассейн реки — Бассейны притоков Оки до впадения Мокши. Речной бассейн реки — Ока.
По данным геоинформационной системы водохозяйственного районирования территории РФ, подготовленной Федеральным агентством водных ресурсов:
- Код водного объекта в государственном водном реестре — 09010100412110000021283
- Код по гидрологической изученности (ГИ) — 110002128
- Код бассейна — 09.01.01.004
- Номер тома по ГИ — 10
- Выпуск по ГИ — 0